# Écoute dichotique

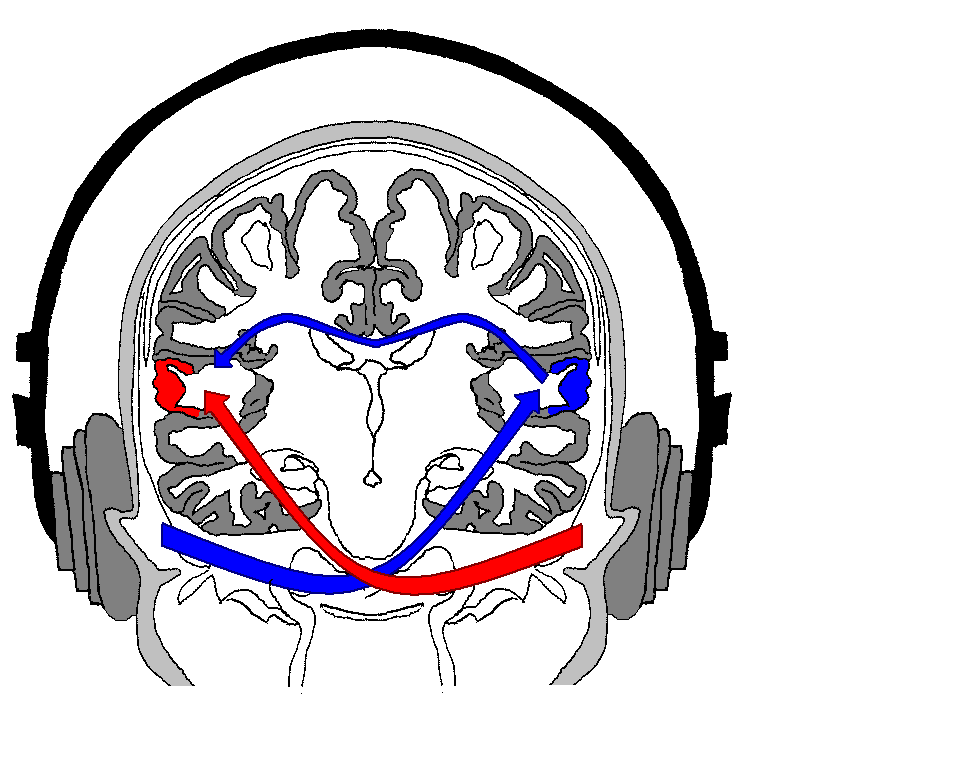
Les voies auditives de l'oreille droite (couleur rouge) ont un accès direct à l'hémisphère gauche, qui est dominant pour le langage. Les voies auditives de l'oreille gauche (couleur bleue) doivent en revanche traverser le corps calleux pour que le son soit enregistré.

L’écoute dichotique est un mode de présentation des stimuli auditifs dans lequel des sons différents sont présentés aux deux oreilles d'un participant. Ce mode de présentation s'oppose à l'écoute « diotique » où le même signal est présenté aux deux oreilles.

## Application
L'écoute dichotique est utilisée dans le cadre des études sur la perception auditive, l'attention, le langage. Elle consiste à placer un participant en situation d'écoute au moyen d'un casque stéréo dans lequel on diffuse des signaux sonores qui peuvent être différents d'une oreille à l'autre.

## Exemple
Ce procédé a permis, par exemple, de montrer que lorsqu'on demande à un participant de restituer le contenu d'un message A diffusé dans l'oreille gauche (ou droite) il a beaucoup de mal à restituer un autre contenu B diffusé au même moment dans l'oreille droite (ou gauche). 
Il est presque impossible de mémoriser simultanément et en continu deux informations utilisant la modalité auditive. Des études ont toutefois montré qu'un traitement de surface du message B (oreille inattentive) pouvait être réalisé. Ainsi certains mots (le nom de famille ou le prénom du participant par exemple) ou des aspects non sémantiques (sexe du locuteur, langue) peuvent être détectés et rappelés.

## Sources
- Université de Rennes